# سلوان جاسم
سلوان جاسم (انگلیسی: Salwan Jassim؛ زادهٔ ۲۶ سپتامبر ۱۹۹۱) وزنه‌بردار اهل عراق است.
وی در مسابقات کشوری و بین‌المللی در مجموع برندهٔ ۱ مدال نقره شده‌است.